# Magyar személyekről elnevezett kisbolygók listája
A Magyar személyekről elnevezett kisbolygók listája azoknak a kisbolygóknak a neveit tartalmazza, amelyeket magyar vagy magyar származású hírességekről neveztek el.
| Kisbolygó neve          | Ideiglenes név       | Névadó                              | Foglalkozása, miről nevezetes |
| ----------------------- | -------------------- | ----------------------------------- | --- |
| 134130 Apáczai          | 2005 AP11            | Apáczai Csere János                 | filozófiai és pedagógiai író |
| 89973 Aranyjános        | 2002 RR117           | Arany János                         | költő és író |
| 1489 Attila             | 1939 GC              | Attila hun király                   | uralkodó |
| 114991 Balázs           | 2003 QY69            | Balázs Lajos (fizikus)              | csillagász, az MTA Konkoly Thege Miklós Csillagászati Kutatóintézet nyugalmazott igazgatója, az ELTE magántanára |
| 4132 Bartók             | 1988 EH              | Bartók Béla                         | világhírű zeneszerző |
| 95954 Bayzoltán         | 2003 QQ29            | Bay Zoltán                          | fizikus, feltaláló |
| 5694 Berényi            | 3051 P-L             | Berényi Dénes (fizikus)             | atomfizikus, a Magyar Tudományos Akadémia rendes tagja |
| 126315 Bláthy           | 2002 AH130           | Bláthy Ottó Titusz                  | gépészmérnök és feltaláló |
| 1441 Bolyai             | 1937 WA              | Bolyai Farkas                       | matematikus |
| 1538 Detre              | 1940 RF              | Detre László                        | csillagász |
| 3892 Dezső              | 1941 HD              | Dezső Lóránt                        | csillagász |
| 12301 Eotvos            | 1991 RR12            | Eötvös Loránd                       | egyetemi tanár, vallás- és közoktatási miniszter, akadémikus, a Magyar Tudományos Akadémia elnöke, a Mathematikai és Fizikai Társulat alapító elnöke, hegymászó |
| 241363 Érdibálint       | 2007 YA4             | Érdi Bálint                         | csillagász, egyetemi tanár |
| 240757 Farkasberci      | 2005 KS8, 2010 GV120 | Farkas Bertalan                     | űrhajós |
| 11584 Ferenczi          | 1994 PP39            | Ferenczi Sándor                     | orvos, pszichoanalitikus, a magyar pszichoanalitikai iskola megteremtője |
| 147421 Gárdonyi         | 2003 GG              | Gárdonyi Géza                       | író |
| 1710 Gothard            | 1941 UF              | Gothard Jenő                        | csillagász |
| 192155 Hargittai        | 2006 HZ17            | Hargittai házaspár                  | Hargittai István kémikus, tudománytörténész, egyetemi tanár; Hargittai Magdolna kémikus, akadémikus |
| 139028 Haynald          | 2001 DL89            | Haynald Lajos                       | bíboros, kalocsai érsek |
| 10444 de Hevesy         | 3290 T-2             | Hevesy György                       | vegyész |
| 3727 Maxhell            | 1981 PQ              | Hell Miksa (Rudolf Maximilian Hell) | csillagász, matematikus, fizikus |
| 180857 Hofigéza         | 2005 HG7             | Hofi Géza                           | humorista |
| 106869 Irinyi           | 2000 YY31            | Irinyi János                        | (1817-1895) feltaláló |
| 1546 Izsák              | 1941 SG1             | Izsák Imre                          | matematikus, fizikus, csillagász |
| 39971 József            | 1998 GN10            | József Attila                       | költő |
| 180824 Kabos            | 2005 GU8             | Kabos Gyula                         | színész |
| 126245 Kandókálmán      | 2002 AY66            | Kandó Kálmán                        | mérnök, a nagyfeszültségű háromfázisú váltakozóáramú vontatás első alkalmazója mozdonyoknál, a fázisváltó kidolgozója, a vasút-villamosítás úttörője |
| 84919 Karinthy          | 2003 VL              | Karinthy Frigyes                    | író, költő, publicista, műfordító |
| 4992 Kálmán             | 1982 UX10            | Kálmán Imre                         | zeneszerző |
| 132718 Kemény           | 2002 ON27            | Kemény János                        | (1926-1992) programozó matematikus |
| 318694 Keszthelyi       | 2005 QM75            | Keszthelyi Sándor                   | építész és amatőrcsillagász |
| 10918 Kodály            | 1998AS1              | Kodály Zoltán                       | háromszoros Kossuth-díjas zeneszerző, zenetudós, zeneoktató, népzenekutató |
| 1445 Konkolya           | 1938 AF              | Konkoly Thege Miklós                | csillagász, meteorológus, az MTA tagja |
| 14181 Koromházi         | 1998 WX6             | Koromházi Beáta                     | Sárneczky Krisztián édesanyja |
| 90376 Kossuth           | 2003 VL              | Kossuth Lajos                       | a magyar szabadságharc szellemi vezére, a Batthyány-kormány pénzügyminisztere, a Honvédelmi Bizottmány elnöke, Magyarország kormányzó-elnöke |
| 3019 Kulin              | 1940 AC              | Kulin György                        | csillagász, számos kisbolygó és egy üstökös felfedezője, a csillagászat fáradhatatlan népszerűsítője |
| 181298 Ladányi          | 2006 QY              | Ladányi Tamás                       | amatőrcsillagász, asztrofotós |
| 7383 Lassovszky         | 1981 SE              | Lassovszky Károly                   | csillagász, a fizikai tudományok kandidátusa |
| 132874 Latinovits       | 2002 RV118           | Latinovits Zoltán                   | színész |
| 117086 Lóczy            | 2004 LZ23            | Lóczy Lajos                         | geológus, geográfus, egyetemi tanár, földrajztudós, a Magyar Tudományos Akadémia tagja |
| 3910 Liszt              | 1988 SF              | Liszt Ferenc                        | zeneszerző, zongoraművész, karmester és zenetanár. Minden idők egyik legnagyobb zongoraművésze, aki egyben a 19. századi romantika egyik legjelentősebb zeneszerzője |
| 125071 Lugosi           | 2001 TX242           | Lugosi Béla                         | (1883–1956) színész |
| 28492 Marik             | 2000 CM59            | Marik Miklós                        | (1936–1998) csillagász |
| 194970 Márai            | 2002 AY179           | Márai Sándor                        | író, költő, újságíró |
| 1257 Móra               | 1932 PE              | Móra Károly                         | (1899-1938) csillagász |
| 22824 von Neumann       | 1999 RP38            | Neumann János                       | matematikus, a kvantummechanika és a számítástechnika egyik atyja |
| 2043 Ortutay            | 1936 TH              | Ortutay Gyula                       | néprajzkutató, a Szegedi Fiatalok Művészeti Kollégiumának egyik alapítója 1930-ban |
| 67308 Öveges            | 2000 HD              | Öveges József                       | neves fizikus és pedagógus |
| 3716 Petzval            | 1980 TG              | Petzval József                      | mérnök-matematikus, egyetemi tanár és feltaláló |
| 4483 Petőfi             | 1986 RC2             | Petőfi Sándor                       | költő |
| 29646 Polya             | 1998 WJ              | Pólya György                        | matematikus, fizikus és metodológus |
| 45300 Thewrewk          | 2000 AF45            | Ponori Thewrewk Aurél               | csillagász |
| 135799 Ráczmiklós       | 2002 RZ111           | Rácz Miklós                         | Konkoly Obszervatórium műszaki igazgatója 2000 és 2011 között |
| 30306 Frigyesriesz      | 1980 TG              | Riesz Frigyes                       | matematikus |
| 30307 Marcelriesz       | 2000 JE              | Riesz Marcell                       | matematikus |
| 2058 Róka               | 1938 BH              | Róka Gedeon                         | csillagász, ismeretterjesztő |
| 133250 Rubik            | 2003 RK              | Rubik Ernő                          | Kossuth-díjas építész, játéktervező, feltaláló |
| 114659 Sajnovics        | 2003 FJ7             | Sajnovics János                     | a finnugor nyelvrokonság korai kutatója, nyelvész, matematikus és csillagász |
| 10258 Sárneczky         | 1940 AB              | Sárneczky Krisztián                 | csillagász |
| 266622 Málna            | 2008 QO3             | Sárneczky Szófia Málna              | Sárneczky Krisztián csillagász kisgyermeke |
| 2384 Schulhof           | 1943 EC1             | Schulhof Lipót                      | a múlt század utolsó negyedének és a századévforduló éveinek egyik legjelentősebb számoló csillagásza |
| 4170 Semmelweis         | 1980 PT              | Semmelweis Ignác                    | orvos, az „anyák megmentője” |
| 142275 Simonyi          | 2002 RQ117           | Simonyi Károly                      | mérnök, fizikus, kiemelkedő tudós-tanár, Charles Simonyi édesapja |
| 3652 Soros              | 1981 TC3             | Soros György                        | filantróp, közgazdász, író, a világ egyik legsikeresebb üzletembere |
| 250526 Steinerzsuzsanna | 2004 PO42            | Steiner Zsuzsanna                   | matematika-fizika szakos tanár |
| 113203 Szabó            | 2002 RC112           | Szabó M. Gyula                      | csillagász |
| 121817 Szatmáry         | 2000 AP246           | Szatmáry Károly                     | csillagász, matematika-fizika tanár |
| 114990 Szeidl           | 2003 QV69            | Szeidl Béla                         | csillagász, 1974 és 1996 között a Konkoly Obszervatórium igazgatója, 1985 és 1988 között a Nemzetközi Csillagászati Unió Változócsillag Bizottságának elnöke, az RR Lyrae típusú változócsillagok nemzetközileg elismert szaktekintélye                                        |
| 3427 Szentmártoni       | 1938 AD              | Szentmártoni Béla                   | csillagász |
| 91024 Széchenyi         | 1998 DA33            | Széchenyi István                    | főúr, a magyar szabadságharc egyik fő alakja, a Magyar Tudományos Akadémia alapítója |
| 31872 Terkán            | 2000 EL106           | Terkán Lajos                        | csillagász |
| 5006 Teller             | 1989 GL5             | Teller Ede                          | atomfizikus, „a hidrogénbomba atyja” |
| 5801 Vasarely           | 1984 BK              | Vásárhelyi Győző (Victor Vasarely)  | festő, az op-art jelentős képviselője |
| 7114 Weinek             | 1986 WN7             | Weinek László                       | csillagász, egyetemi tanár, az MTA levelező tagja |
| 75555 Wonaszek          | 1999 YW14            | Wonaszek A. Antal                   | (1871-1902), csillagász, a Kiskartali Csillagvizsgáló igazgatója. Fő tevékenysége a bolygó-megfigyelések és a Jupiter sávjainak periodikus változásainak és a Szaturnusz gyűrűinek alakváltozásainak kutatása volt. Nap és Hold valamint üstökös-megfigyeléseket is folytatott |
| 999 Zachia              | 1923 NW              | Zách János Ferenc                   | csillagász |